# Würselen

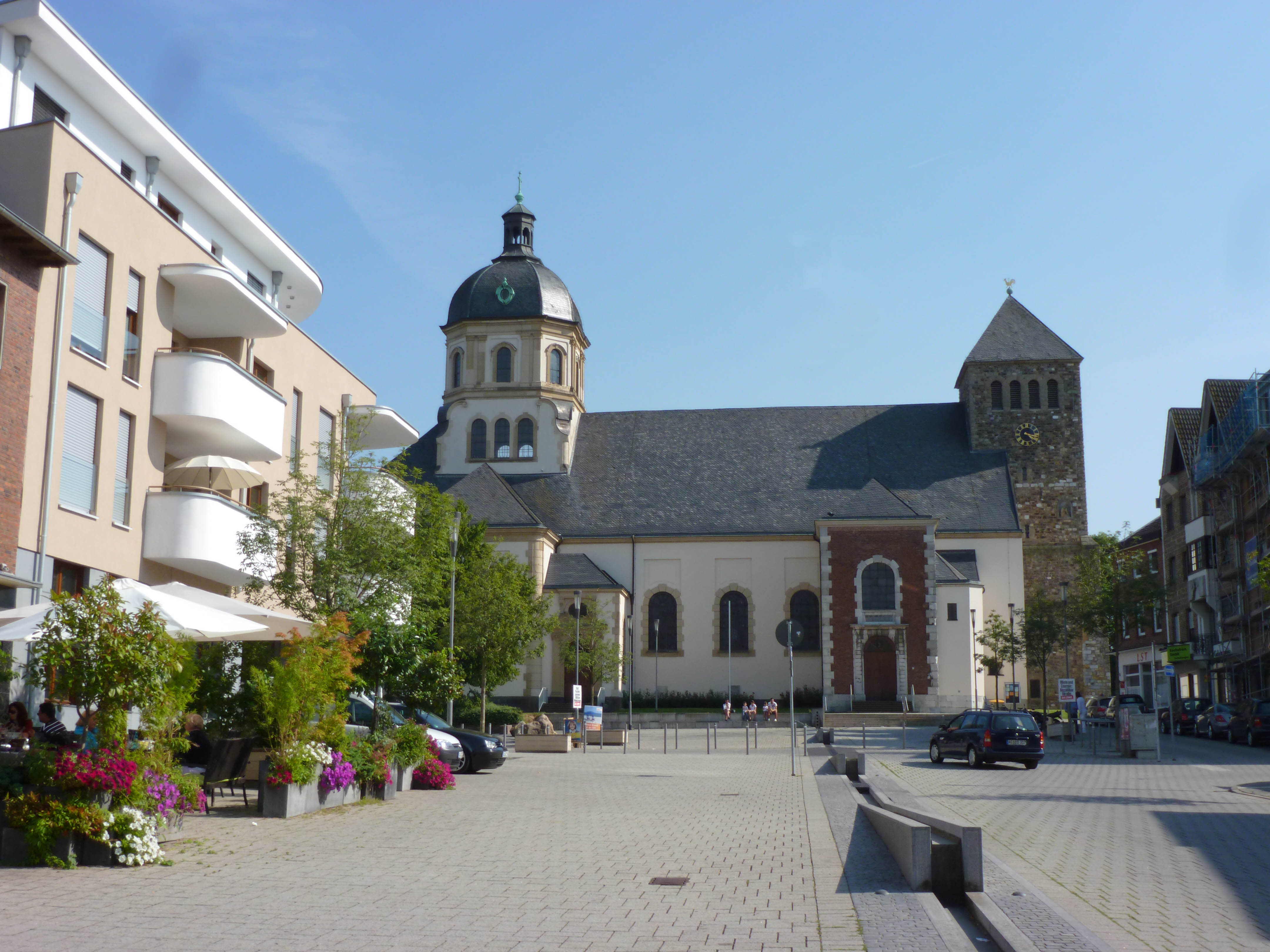
Marktplein met Sint-Sebastiaanskerk

Würselen is een stad en gemeente in de Duitse deelstaat Noordrijn-Westfalen in de Stadsregio Aken. De stad telt 38.496 inwoners (31 december 2020) op een oppervlakte van 34,39 km².

## Geografie
Würselen ligt aan het knooppunt Aken, vlak bij het Drielandenpunt België/Duitsland/Nederland. Naburige plaatsen zijn Herzogenrath, Alsdorf, Eschweiler en Aken.

### Kernen
De volgende kernen worden onderscheiden:
| Würselen: - Bissen - Dobach - Elchenrath - Grevenberg - Markt-Preck - Morsbach - Oppen-Haal - Scherberg - Schweilbach - Teut-Siedlung | Bardenberg: - Pley - Bardenberg | Broichweiden: - Broich - Euchen - Linden-Neusen - St. Jobs - Vorweiden - Weiden - Wersch |  |

## Geschiedenis
- De eerste geschreven vermelding van Würselen stamt uit 870, de plaats heette toen "Wormsalt".
- Rond het jaar 1100 behoort Würselen tot het zogenaamde Aachener Reich.
- Tussen 1265 en 1269 bouwt graaf Willem IV van Gulik op de resten van een oudere vesting de naar hem vernoemde burcht Wilhelmstein. Deze wordt echter pas vanaf 1344 schriftelijk vermeld.
- Vanaf 1616 duikt de plaatsnaam Würselen op als Wurseln, spoedig gevolgd door Würselen.
- In 1924 heeft Würselen ongeveer 14.600 inwoners en verkrijgt stadsrechten.
- Aan het einde van de Tweede Wereldoorlog (in 1944) wordt de plaats zwaar gebombardeerd door de Amerikaanse luchtmacht. In dat jaar is Würselen ook zes weken frontstad, omdat de plaats slechts gedeeltelijk kan worden bevrijd. De Amerikanen kunnen op 18 november de rest van Würselen innemen.
- De gemeente wordt ten gevolge van de gemeentelijke herindeling in 1972 uitgebreid met de voormalige gemeenten Bardenberg en Broichweiden. De bevolking neemt toe tot 35.000 inwoners.

## Bezienswaardigheden
In Würselen bevindt zich de burchtruïne Wilhelmstein. De Sebastiaanskerk is een barok kerkgebouw met een middeleeuwse toren. Verder telt de gemeente een groot aantal vierkantshoeven.

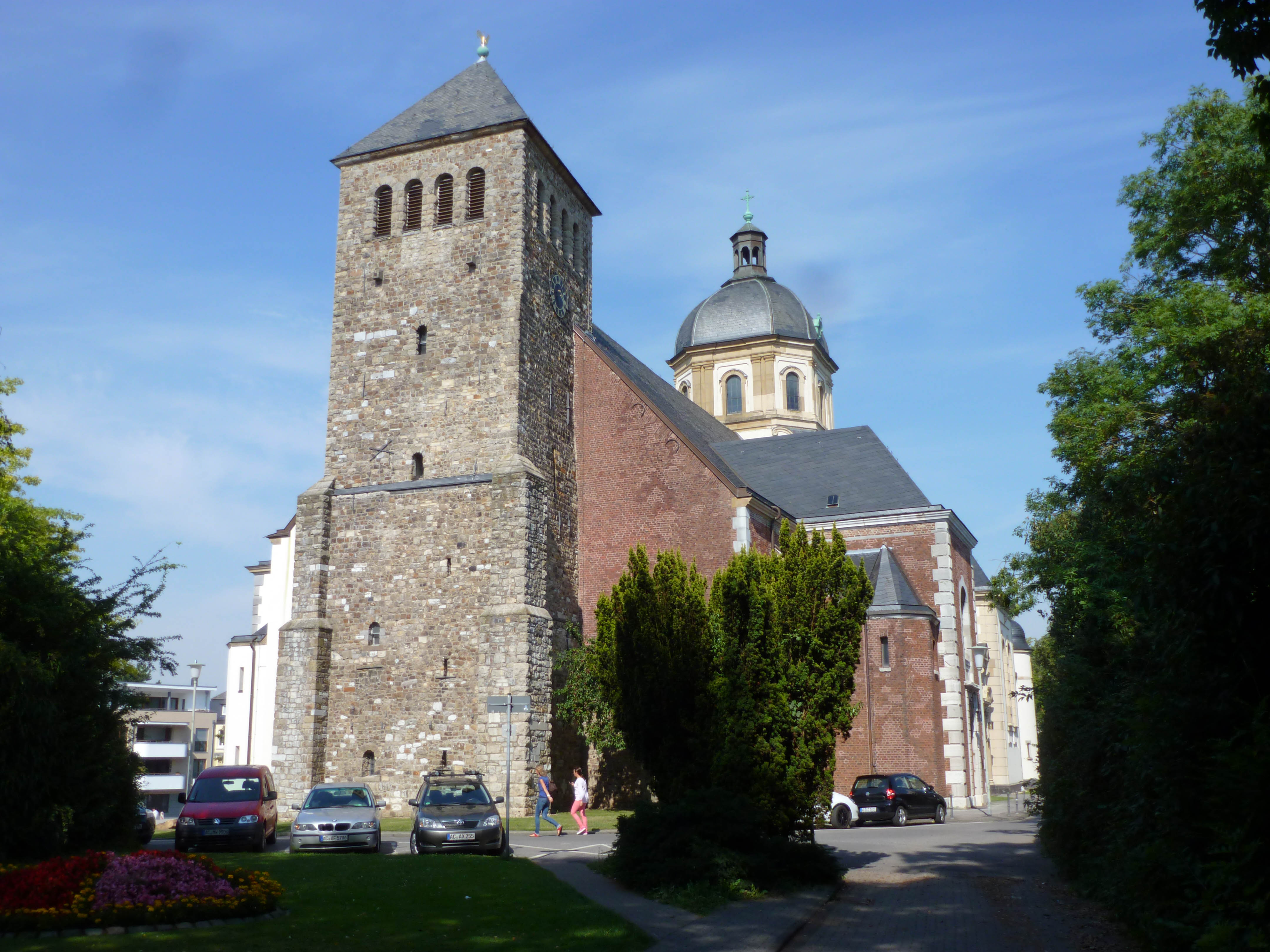
Sebastiaanskerk
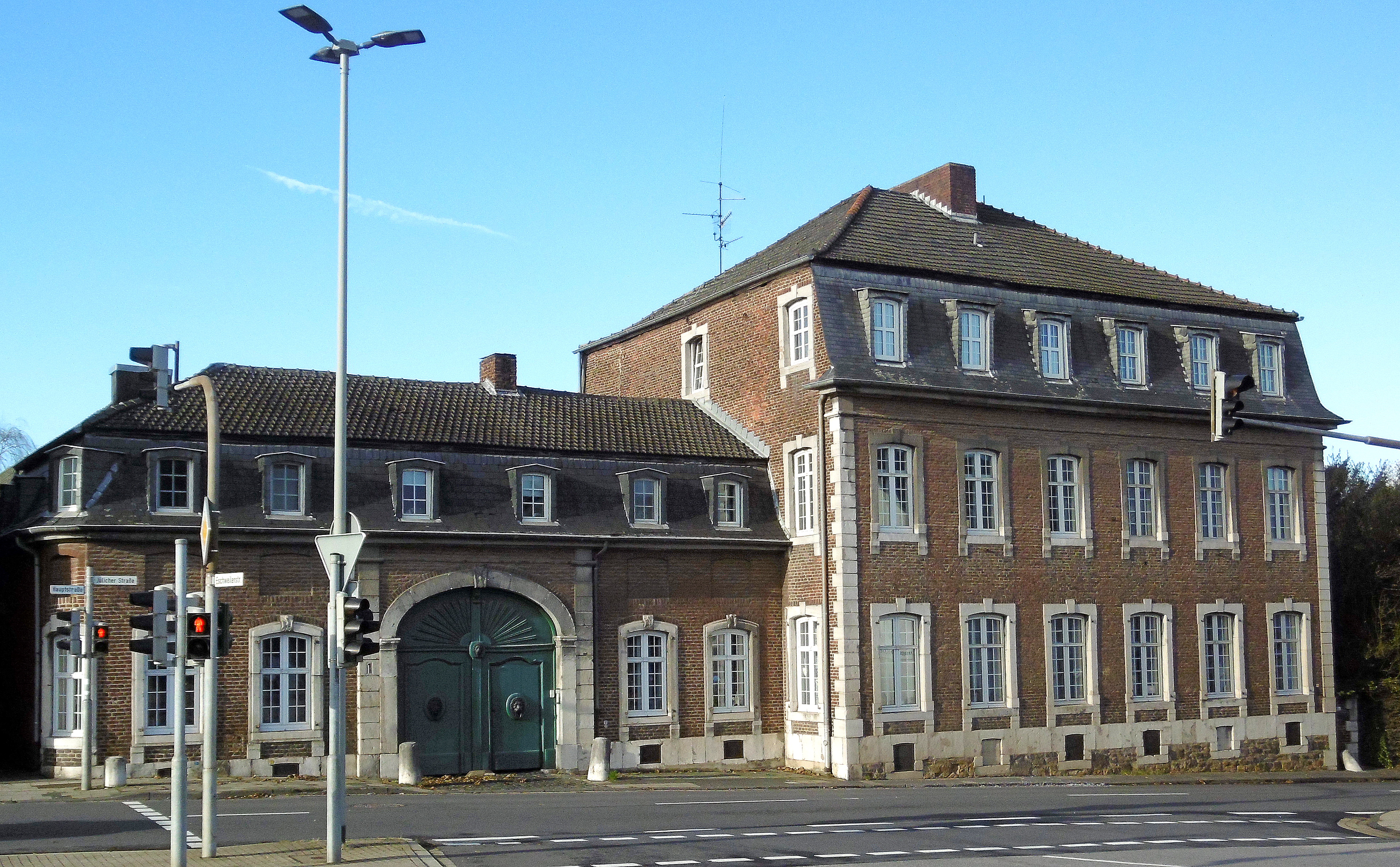
Jülicherstraße
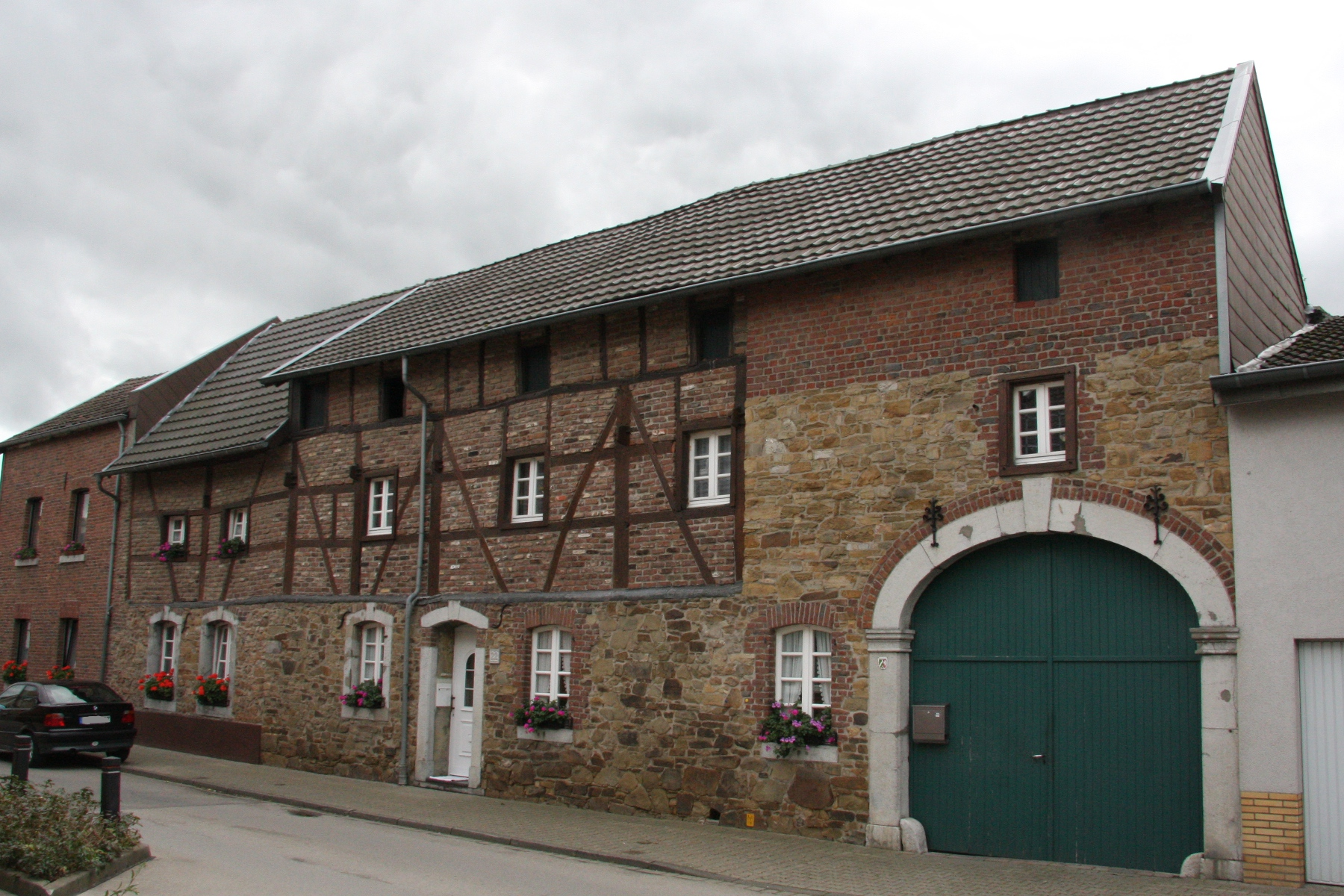
Endstraße
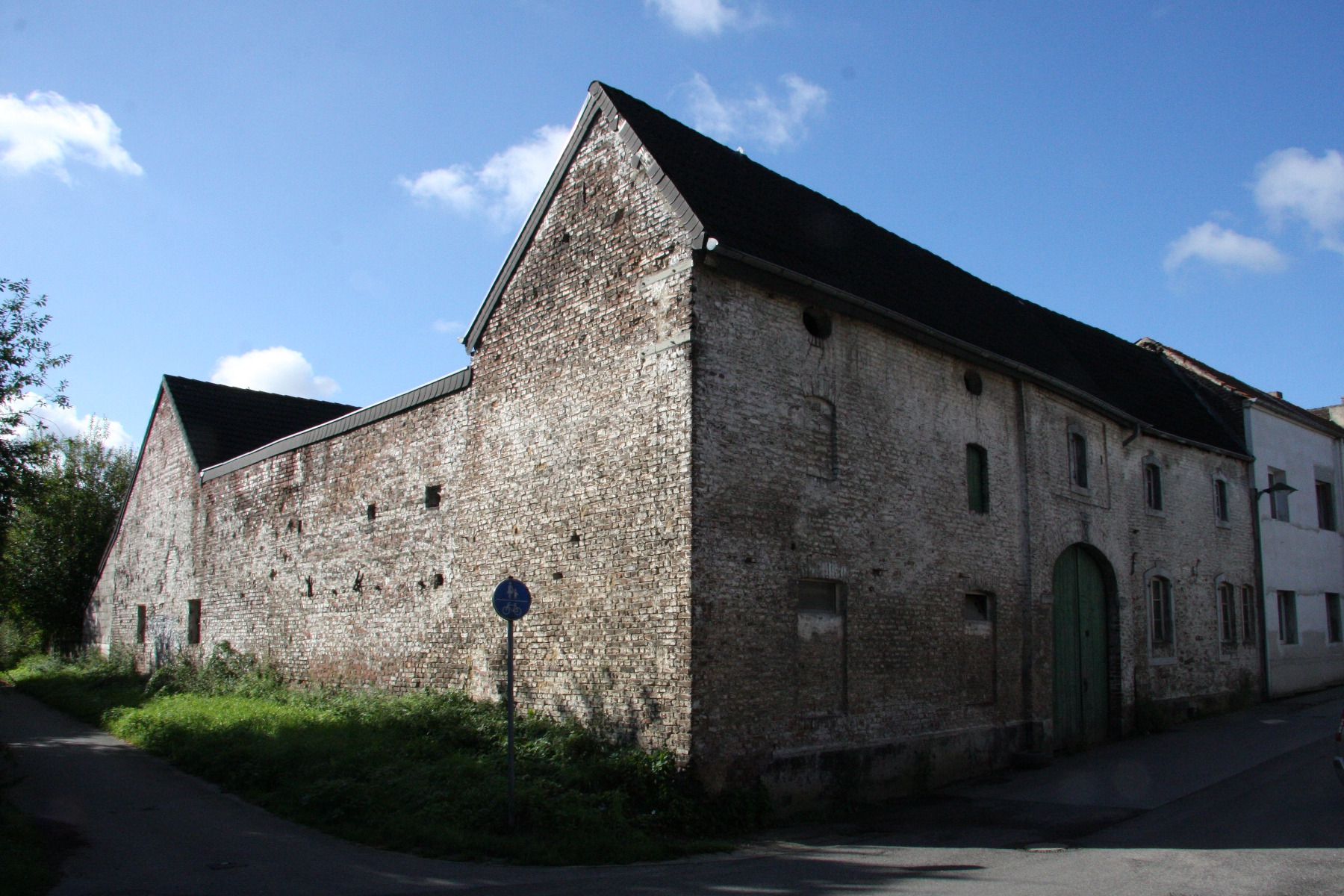
Elchenrather Straße

## Partnersteden
- Hildburghausen (Duitsland)
- Morlaix (Frankrijk), sinds 1976
- Réo (Burkina Faso)
- Campagnatico (Italië)

Aan de partnersteden wordt mogelijk nog een Engelse stad toegevoegd.

## Geboren in Würselen
- Jupp Derwall, (1927), voetballer en bondscoach (Europees kampioen in 1980)
- Torsten Frings, (1976), voetballer
- Seydihan Baslanti (1983), Duits-Turkse voetballer
- Yannick Gerhardt (1994), voetballer
- Anna Gerhardt (1998), voetbalster

Bardenberg · Broich · Broichweiden · Euchen · Grevenberg · Linden-Neusen · Morsbach · Oppen-Haal · Pley · Scherberg · Vorweiden · Würselen
Aken · Alsdorf · Baesweiler · Eschweiler · Herzogenrath · Monschau · Roetgen · Simmerath · Stolberg · Würselen